# Claude Ledoux
Pour les articles homonymes, voir Ledoux.
Claude Ledoux, né le 23 février 1960 à Auvelais, est un compositeur belge.

## Biographie
Après ses humanités scientifiques, il se tourne résolument vers le monde artistique et étudie, fin des années 1970, la peinture à l'Académie des Beaux-Arts et la musique au Conservatoire royal de Liège. Il y rencontre Célestin Deliège qui lui ouvre les portes de l'analyse musicale ainsi que Jean-Louis Robert qui lui fait découvrir la musique du XXe siècle et le décide à se consacrer à la carrière de compositeur. Suivent alors les cours de composition avec Frederic Rzewski et Philippe Boesmans, la rencontre avec Henri Pousseur (dont il orchestrera l'œuvre intitulée "dicté par..." n° 1c) et les recherches en musique électroacoustique dans la classe de Patrick Lenfant, qui lui offrira l'occasion de la rencontre importante avec Tristan Murail, alors compositeur invité. Par la suite, Claude Ledoux poursuit sa formation à l'étranger en participant aux séminaires de composition de György Ligeti et de Franco Donatoni. Fin des années 80 il réside à Paris où il suit les stages d'informatique musicale proposés par l'IRCAM, les séminaires d'Analyse musicale de Robert Piencikowski ainsi que les cours de Iannis Xenakis à l'université de Paris.

## Recherches en Orient
Poussé par sa passion de la musique asiatique, le compositeur effectue plusieurs voyages introspectifs qui le mènent en Inde (de l'Himalaya au Rajasthan - 1992), au Cambodge et en Indonésie en passant par le Vietnam (1996), et plus récemment au Japon où il se centre sur l'étude du Bunraku, du Nô et du Kyôgen. Autant de découvertes sonores dont on peut retrouver maintes traces dans l'œuvre du compositeur (Râga et ornementations indiennes dans "Torrent", Gamelan et hétérophonies d'Asie du Sud-Est dans les œuvres concertantes, modélisations d'inflexions musicales japonaises dans "Bell(e)...s", pour ne citer que quelques exemples).

## Orientation esthétique
Dès lors, l'œuvre du compositeur ne cesse de manifester un désir de synthèse musicale. Musique où l'émotion dérive de la rencontre d'imaginaires culturels différents, où se croisent la fascination qu'exerce le phénomène sonore (d'origine européenne ou non ; musicale ou non) et ses multiples distorsions, le rapport entre gestualité et pensée conceptuelle, la science (à travers l'utilisation d'analyses spectrales, de modèles mathématiques) et l'artisanat, enfin l'hédonisme et sa distanciation sensible. De plus, les œuvres récentes n'hésitent pas à réintégrer certaines facettes de la musique populaire, autres incontournables qui façonnèrent l'univers musical du compositeur depuis sa plus tendre jeunesse.
Claude Ledoux enseigne actuellement la composition au Conservatoire royal de musique de Mons et l'Analyse musicale au Conservatoire national supérieur de musique de Paris (CNSM). De 2002 à 2005, il a assuré la fonction de directeur artistique du Centre de recherches et de formation musicales de Wallonie - Studios de musique électroacoustique de Liège (CRFMW) devenu depuis Centre Henri Pousseur. Conférencier à de nombreuses reprises, il a aussi enseigné la composition et l'analyse des musiques contemporaines lors de séminaires/masterclasses aux universités de Campinas et de São Paulo (2008-9), au Conservatoire de Shanghai (2014-5); lors du Festival Crossroads (Arménie, 2017-8), au Conservatoire de Saint Petersbourg (2018).
Le Festival Ars Musica  le désigne Directeur artistique de son édition 2012. L'année suivante, Claude Ledoux fonde le LAPS Ensemble, formation musicale originale mixant instruments amplifiés et trois laptops (ordinateurs portables). En 2015, le CD "Fragmente" (comprenant l'intégrale de ses Notizen-Fragmente) a remporté les Octaves de La musique.
Depuis janvier 2005, le compositeur est membre de l'Académie royale de Belgique, Classe des Beaux-Arts.

## Distinction
- Grand officier de l'ordre de la Couronne[1]

## Liste des œuvres principales
Orchestre :
- Noema pour saxophone alto et orchestre de chambre - 2018-9
- S(hakuh)achi Ko(nzert) pour Shakuhachi et orchestre - 2016
- A Butterfly's Dream pour piano et orchestre - 2016
- Machine mécanique (D'Orient désorienté) pour percussion et orchestre à cordes - 2016
- Crossing Edges pour erhu et orchestre - 2014
- Spazio dei Sospiri - pour orchestre 2010-11
- Les Levants de Tiwanaku/Rituel - pour orchestre 2008
- Adagio pour cordes - 2005
- Frissons d'Ailes pour violon et orchestre - 2004
- Le Cercle de Rangda pour piano et orchestre - 1999
- Musique concertante pour l'embarquement de Cythère pour clarinette, tuba, piano et orchestre - 1986
- Evanescence pour orchestre - 1985

Ensembles de chambre :
- Regards Déposés (I. Empreintes glissées / II. Espaces enlacés) pour 6 instruments - 2018
- LAPS Upgrade pour ensemble d'instruments amplifiés et trois laptops - 2015
- La Terre sans Mal pour ensemble amplifié et dispositif électronique - 2011
- Sanaalijal pour flûte et ensemble - 2006
- Bell(e)...S pour piano et ensemble - 2004
- Punch pour 13 musiciens - 2002
- Chat experiment pour 7 musiciens et live electronics - 1998
- Torrent pour violoncelle et ensemble - 1995
- Etude aux Levants de Tiwanaku pour 7 musiciens - 1992
- Liaisons pour Synonymes pour saxophone et 9 musiciens - 1986
- Liaisons pour hautbois/cor anglais et 9 musiciens - 1985

Musiques de chambre :
- Erotique-Lancinante  pour fl, cl, vln, vcl et piano - 2018
- A Walnut for Emi  pour piano et laptop - 2018
- Heavy Funk pour piano à quatre mains - 2011
- Suoni delicati pour septuor avec harpe - 2010
- Mensagem Ao Mar pour Trio à clavier - 2009
- V... pour violon et piano - 2008
- Las Lagrimas de un Angel - Troisième quatuor à cordes - 2007-08
- Canto a due  pour clarinette et violoncelle - 2007
- Quintette avec piano - 2005
- Play Time - Quatuor à cordes n°2 - 2004
- Kyoko's Dance pour violon (ou saxophone soprano) et piano - 2002
- Bribes pour soprano, flûte alto, violoncelle et piano - 2000
- Les Ruptures d'Icare L -  Quatuor à cordes n°1 - 1993
- Miroirs de la transparence trio pour violon, trombone et piano - 1993
- Un ciel fait d'herbes II quatuor pour clarinette, violon, violoncelle et piano - 1990
- Et le rêve s'en fût... quatuor pour clarinette, violon, percussions et piano - 1982

Instrument solo (ou instrument solo et environnement électronique):
- Quatre Ballades sentimentales (Ballade sentimentale/Frémissements doux/Saveurs de Ciel/You, little Japanese woman) pour piano solo - 2016-9
- Japanese e-mails (cycle - work in progress) pour piano solo - 2015 / ...
- Zap's INIT pour guitare électrique - 2008
- Deux miniatures (en hommage à Henri Pousseur) pour piano - 1995 / 2008
- Vertical Study pour piano - 2007
- O Loli's dream pour alto à cinq cordes (Quinton) - 2006
- Courbes d'etoiles I-V pour piano - 1996-2004
- Shinjuku's Blues pour piano et live electronics - 2003
- Dolphin Tribute (hommage à Eric Dolphy) pour clarinette basse et live electronics - 2002
- ...L'aimer... pour violon - 1995
- Le Songe troublé de l'orchidée pour violoncelle - 1994
- Les Ephémérides ininterrompues pour piano - 1984

Musique vocale :
- Trois Itinérances -Trio pour voix (sopranoi), saxophone alto et piano  - 2016
- Eurydice Effacée pour ensemble d'instruments traditionnels japonais et instruments baroques - 2014
- Notizen-Fragmente I & II  pour voix et orgue - 2013
- Passio secundum Lucam pour soprano, chœur mixte, orgue et electronique - 2007
- Cri de blog pour cinq voix d'hommes et orgue positif ad libitum - 2007
- Un ciel fait d'herbes I pour voix d'alto (ou contralto), clarinette et piano - 1990
- Ricciolina, opera de chambre - 1985

## Discographie partielle
- 2013 Cloud Atlas[2] avec pièces aussi de Toshi Ichiyanagi interprété par Kaoru Tashiro chez Sub Rosa
- 2020 Surgir[3], décliné en deux parties, I et II. Cette œuvre est un diptyque pour piano seul.  Au piano, madame Elodie Vignon, sur l'album D'ombres, interprète également les trois préludes et la sonate d'Henri Dutilleux (Cypres records, CYP4658).

## N&R
1. ↑  https://www.gallilex.cfwb.be/document/pdf/51956_000.pdf
2. ↑  « Cloud Atlas Performed by Kaoru Tashiro, by Toshi Ichiyanagi + Claude Ledoux », sur Sub Rosa Label (consulté le 1er avril 2022)
3. ↑  Cypres records, « D'ombres » (consulté le 30 mars 2025)